# NGC 639
NGC 639 este o galaxie spirală situată în constelația Sculptorul. A fost descoperită în 27 septembrie 1834 de către John Herschel.